# 萨尔瓦莱翁
萨尔瓦莱翁，是西班牙埃斯特雷马杜拉巴达霍斯省的一个市镇。总面积72平方公里，总人口2173人（2001年），人口密度30人/平方公里。